# John A. B. Dillard
John A. B. Dillard (1 tháng 9 năm 1919 – 12 tháng 5 năm 1970) là Thiếu tướng người Mỹ tử trận ngày 12 tháng 5 năm 1970 tại miền Nam Việt Nam. Tướng Dillard là một trong năm sĩ quan quân đội Mỹ thiệt mạng trong chiến tranh Việt Nam.

## Thân thế
Tướng Dillard đã kết hôn với Betty L. Hawkins và có ba người con gồm John A. B. thứ 3, Gerry và Revalee.

## Học vấn
Tướng Dillard tốt nghiệp Học viện Quân sự Virginia, khóa 1942 với bằng Cử nhân Kỹ thuật Xây dựng.

## Binh nghiệp
Dillard từng là Trung đội trưởng và Đại đội trưởng tham chiến ở châu Âu trong Thế chiến thứ hai.
Trong chiến tranh Triều Tiên từ tháng 7 năm 1952 đến tháng 7 năm 1953, ông giữ chức vụ Sĩ quan Tác chiến Tiểu đoàn thuộc Sư đoàn 25 Bộ binh tại Hàn Quốc.
Tháng 11 năm 1969, Tướng Dillard được bổ nhiệm vào miền Nam Việt Nam trên cương vị là Tư lệnh Bộ Tư lệnh Công binh.

## Cái chết
Ngày 12 tháng 5 năm 1970, Thiếu tướng Dillard và 9 người Mỹ khác thiệt mạng khi chiếc trực thăng UH-1 chở họ bị trúng hỏa lực địch và rơi ở Tây Nguyên, cách Pleiku 10 dặm (16 km) về phía Tây Nam và cách Sài Gòn 220 dặm (350 km) về phía Tây Bắc. Ngoài ra còn có Đại tá Carroll Edward Adams Jr. (sau khi mất mới được thăng cấp Chuẩn tướng), chỉ huy trưởng Liên đoàn 937 Công binh cũng tử vong.
Dillard được chôn cất tại Nghĩa trang Quốc gia Arlington.